# ISO 3166-2:BE
ISO 3166-2:BE – kody ISO 3166-2 dla regionów oraz prowincji w Belgii. 
Kody ISO 3166-2 to  część standardu ISO 3166 publikowanego przez Międzynarodowa Organizację Normalizacyjną. Kody te są przypisywane głównym jednostkom podziału administracyjnego, takim jak np. województwa czy stany, każdego kraju posiadające kod w standardzie ISO 3166-1. 
Aktualnie (2017) dla Belgii zdefiniowano kody dla trzech regionów oraz dziesięciu prowincji. 
Pierwsza część oznaczenia to kod Belgii zgodnie z ISO 3166-1, natomiast druga część oznaczenia znajdująca się po myślniku to kod literowy jednostki administracyjnej. 

## Kody ISO
| Kod ISO | Nazwa jednostki administracyjnej | Nazwa jednostki administracyjnej w języku francuskim | Nazwa jednostki administracyjnej w języku niderlandzkim | Rodzaj jednostki administracyjnej |
| ------- | -------------------------------- | ---------------------------------------------------- | ------------------------------------------------------- | --------------------------------- |
| BE-BRU  | Region Stołeczny Brukseli        | Région Bruxelles-Capitale                            | Brussels Hoofdstedelijk Gewest                          | region                            |
| BE-VBR  | Brabancja Flamandzka             | Brabant flamand                                      | Vlaams-Brabant                                          | prowincja                         |
| BE-VLG  | Region Flamandzki                | Région flamande                                      | Vlaams Gewest                                           | region                            |
| BE-VLI  | Limburgia                        | Limbourg                                             | Limburg                                                 | prowincja                         |
| BE-VOV  | Flandria Wschodnia               | Flandre-Orientale                                    | Oost-Vlaanderen                                         | prowincja                         |
| BE-VWV  | Flandria Zachodnia               | Flandre-Occidentale                                  | West-Vlaanderen                                         | prowincja                         |
| BE-WAL  | Region Waloński                  | Région wallonne                                      | Waals Gewest                                            | region                            |
| BE-VAN  | Antwerpia                        | Anvers                                               | Antwerpen                                               | prowincja                         |
| BE-WBR  | Brabancja Flamandzka             | Brabant flamand                                      | Vlaams-Brabant                                          | prowincja                         |
| BE-WHT  | Hainaut                          | Hainaut                                              | Henegouwen                                              | prowincja                         |
| BE-WLG  | Liège                            | Liège                                                | Luik                                                    | prowincja                         |
| BE-WLX  | Luksemburg                       | Luxembourg                                           | Luxemburg                                               | prowincja                         |
| BE-WNA  | Namur                            | Namur                                                | Namen                                                   | prowincja                         |